# Discontinuous transmission
DTX (англ. Discontinuous transmission) — прерывистая передача, выключение передатчика на время пауз в разговоре. Оптимизирует полную эффективность беспроводного голосового канала. В типичной двухсторонней беседе за всё время разговора каждый собеседник говорит в среднем около 35..40 % времени.
Наиболее важной компонентой DTX является VAD. Если сигнал передатчика включен только во время периодов реплик, рабочий цикл передатчика может быть сокращен более чем на 50%.
Преимущества DTX: экономия электроэнергии/сохранение заряда батареи, ослабление рабочей нагрузки компонентов в усилителях передатчика и уменьшение интерференции.
Для создания психологического комфорта, во время dtx генерируется комфортный шум.